# 津波てんでんこ
津波てんでんこ（つなみてんでんこ）は、津波からの避難についての標語である。
「てんでん」とは、「てんでに」や「てんでんばらばらに」という意味で、「津波てんでんこ」とは、薄情なようではあっても、「てんでんばらばらに急いで早く逃げよ」という、津波から逃れるための教えである。
三陸地方では昔から「津波起きたら、てんでんこだ」と伝えられてきた。

## 名称

### 「てんでんこ」の名称
東日本大震災以前から釜石市に伝わってきた用語としては、「命てんでんこ」、「命てんでん」、「命てんでっこ」、「命てんでんっこ」や単に「てんでんこ」などがあった。三陸海岸で津波避難の標語に転化したのは、明治三陸地震（1896年（明治29年）6月15日）の津波の頃からと言われている。
山下文男（1924年生まれ、現在の大船渡市三陸町綾里出身）の父親は、その祖父からこの言葉について聞かされていたという。山下と同様に三陸の津波災害を語り継ぐ活動をしてきた田畑ヨシ（1925年生まれ）も、明治の大津波を経験した祖父から「てんでんこ」という言葉を聞いている。従って、この「てんでんこ」の形では明治の三陸大津波を更に遡り、少なくとも150年を超える歴史を持っていることは確かである。「てんでんこ」は確かに三陸地方で長年にわたって伝えられてきた言葉であるが、ただしその起源を正確にいつ頃までさかのぼることができるかは定かではない。

### 「津波てんでんこ」の成立
上記の諸語が「津波てんでんこ」と言われるようになったのは、1990年（平成2年）に岩手県下閉伊郡田老町（現・宮古市）にて開催された第1回「全国沿岸市町村津波サミット」において、津波災害史研究家でもある山下文男らによるパネルディスカッションが契機であり、比較的新しい標語である。
「津波」と「てんでんこ」をつないだ「津波てんでんこ」がこの形で古くから言い伝えられたものではないことは、山下文男が著書『津波てんでんこ』で明言している。1990年11月に岩手県田老町で開催された「全国沿岸市町村津波サミット（第一回）」において山下文男は、防災の意識に関して、次のような家族のエピソードを語った。したがって、「津波てんでんこ」のように「津波」とセットされた形での使用の起源は定かではない。
1990年のサミットで語った上記エピソードがとくに注目され、講演に参加した有識者ら（広井脩、阿部勝征、津村建四朗、伊藤和明、渡部偉夫）とのやりとりのなかで「津波」と「てんでんこ」を合成した「津波てんでんこ」という言葉ができた。このような経緯を経て、防災の意識を高めるための標語として「津波てんでんこ」という言葉が1990年以降に使われるようになったのである。
その後、北海道南西沖地震（1993年）や北海道十勝沖地震（2003年）などで津波の被害が出るたびに、「津波てんでんこの話が被災地にもっと普及していれば……」とマスメディアに標語が取り上げられる機会があり、しだいに昔からある言い伝えかのような誤解が広がっていくことになる。2003年9月27日の朝日新聞の社説には、「三陸沖やチリの地震で津波の被害に何度もあっている三陸地方には、津波てんでんこという言い伝えがある」とはっきり書かれ、古い言い伝えであるという印象を抱かせる内容になっている。

## 意味
「てんでんこ」は、「それぞれに」「めいめいに」を意味する名詞「てんでん」に、東北方言などで見られる縮小辞「こ」が付いた言葉。すなわち、「津波てんでんこ」「命てんでんこ」をそのまま共通語に置き換えると、それぞれ「津波はめいめいに」「命はそれぞれに」になる。
「津波てんでんこ」「命てんでんこ」を防災教訓として解釈すると、それぞれ「津波が来たら、取る物も取り敢えず、肉親にも構わずに、各自てんでんばらばらに一人で高台へと逃げろ」「自分の命は自分で守れ」になる。
なお、「自分自身は助かり他人を助けられなかったとしてもそれを非難しない」という不文律でもあると言い、災害後のサバイバーズ・ギルト対策や人間関係修復の意味を言外に含む。
矢守克也は「津波てんでんこ」は次の4つの意味を多面的に織り込んだ重層的な用語であることをこの言葉の成立史、東日本大震災やその他の津波避難事例に関する社会調査のデータ、及び集合行動に関する研究成果をもとに明らかにした。
- 自助原則の強調：「自分の命は自分で守る」：津波から助かるため、人のことは構わずに、てんでんばらばらに素早く逃げる。
- 他者避難の促進：「我がためのみにあらず」：素早く逃げる人々が周囲に目撃されることで、逃げない人々に避難を促す。
- 相互信頼の事前醸成：大切な他者と事前に「津波の時はてんでんこをしよう」と約束し、信頼しあう関係を深める。
- 生存者の自責感の低減：「亡くなった人からのメッセージ」：大切な他者とてんでんこを約束しておけば、「約束しておいたから仕方がない」と罪悪感が減る。

## 誤解と本来の意図
この「津波てんでんこ」の標語は「てんでんこ」の語呂よい響きが手伝って他人にかまわず逃げろというややショッキングなメッセージ性が強調され、利己主義だと誤解を受けやすい。
しかし元々この言葉を防災の標語として提唱した山下文男が2008年の著作で、この言葉に「自分の命は自分で守る」ことだけでなく、「自分たちの地域は自分たちで守る」という主張も込めていると述べており、緊急時に避難行動要支援者（子ども・老人）を手助けする方法などは、地域であらかじめの話し合って決めておくよう提案している。つまり、標語の意図は「他人を置き去りにしてでも逃げよう」ということではなく、あらかじめ互いの行動をきちんと話し合っておくことで、離れ離れになった家族を探したり、とっさの判断に迷ったりして逃げ遅れるのを防ぐのが第一である。
山下がこの言葉の理解を広めるために、津波被害の象徴的な例として挙げているものには北海道南西沖地震（1993年）の奥尻島での津波における近藤家母子の悲劇がある。この事例では、手をつないで避難していた母子3名が途中で祖母の家に立ち寄ったため、わずかな時間差で命を落とした。その痛ましい教訓として山下が強調するのは、祖母がすでに避難していたのにもかかわらず、それを知らずに尊い命を落とした点であり、母がわが子を連れ立って逃げた点ではない。「津波てんでんこ」は、災害時の行動スキームもあらかじめ考え互いに共有しておくことを唱えた防災思想であり、「ばらばらに自分だけでも逃げる」という行為は、その意志を共有することで互いを探して共倒れすることを防ぐための約束事である。これは、自分が助かれば他人はどうなっても良いとする利己主義とはまったく異なる。

## 近年の実践例
2011年の東日本大震災で、「釜石の奇跡」と呼ばれていた事例で「津波てんでんこ」を標語に防災訓練を受けていた釜石市内の小中学生らのうち、当日学校に登校していた生徒全員が生存し話題となった。小中学生らは地震の直後にこれまでの訓練通りにグラウンドに集合して点呼を取っていたら1人の教師に、「なにやってんだ！早く逃げろ！」との指示で避難を開始した。「津波が来るぞ、逃げるぞ！」と周囲に知らせながら、保育園児のベビーカーを押し、高齢者の手を引いて高台に向かって走り続け全員無事に避難することができた。釜石市教育委員会は「常識ではあり得ないことが起きた訳では無く、訓練や防災教育の成果であり、実践した児童生徒自身が奇跡の意味は違うと（当初から）感じていた」と説明しており、日頃の取り組みの積み重ねだった事を明かしている。また犠牲者の遺族などの心情に配慮し、奇跡という文言は使用せず、「釜石の出来事」と改められた。
市内の防災教育を指導し、「釜石の出来事（奇跡）」の立役者となった片田敏孝教授の教えの内容は山下文男のまとめた「津波てんでんこ」の考え方と多くの共通点がある。具体的には、みずから状況判断して逃げること、災害弱者を助ける立場の者はあらかじめ明らかにしておくこと、家族はそれぞれ逃げると信じて行動することなどを指導しており、標語本来の意図とかなり近い考え方をもって防災教育を実践した。
両者の考え方で相違点を挙げるとすれば、率先して逃げる行為の捉え方がある。山下は率先して逃げる者が避難を促すというポジティブな面を捉えてはいるが、一人でまず逃げるという行為は最善の災害対策としてやむをえない「哀しい教え」であると評価している。だが、片田教授もポジティブな捉え方を徹底している。片田教授は、現実にはほとんどの津波警報が杞憂に終わり、率先して逃げた者が「臆病者」というレッテルを受けやすいことを踏まえ、「それでも最初に誰かが逃げることで他者も続き、救われる命があるので、後ろ指さされる可能性を知りながら率先して逃げる者こそ本当に勇気がある者だ」という立場で教育している。釜石の奇跡においても最初に率先して逃げ出したサッカー部の生徒を大きく評価しており、「津波てんでんこ」を行動に移す際の心理的ハードルを取り除く工夫が、山下とは異なる。

### 宮古市における実践例
宮古市の赤沼ヨシ（95）は、津波てんでんこの実践について次のように語っている。この中で、赤沼は、「自分の身を守るだけ、本当に“てんでんこ”なのさ。」、「おばあさんがいたら、置いて逃げるのが当たり前。若い人たち、これからの人なんだもの。」と述べている。

## 課題
2011年に発生した東日本大震災をきっかけに再び「津波てんでんこ」という言葉がマスメディアに露出することになった。「釜石の奇跡」と呼ばれる岩手県釜石市の事例によって、「津波てんでんこ」は防災教育の標語として全国的な注目を集めた。しかし、当事者の三陸地域の人々においてすら本来の意味とは違った「利己主義的な発想」との誤解を受けやすい状況がある。
2014年度のインターネットを通じた全国調査（767人が回答）では、約7割が「津波てんでんこ」という言葉を聞いたことがないと答えた。。